# Ley Neuwirth
La Ley Neuwirth es una ley francesa que autorizó el uso de métodos anticonceptivos orales. Entró en vigor en 1972. 

## Ley Newirth: aprobación y entrada en vigor
Fue votada por la Asamblea Nacional el 28 de diciembre de 1967 y no pudo ser aplicada hasta 1972 por diversos problemas, entre otros los de la propia administración. Propuesta por el diputado Lucien Neuwirth. La ley Newirth derogó la Ley del 31 de julio de 1920 que prohibía cualquier método anticonceptivo en Francia.

## Antecedentes de la autorización de la anticoncepción oral
La anticoncepción oral y en particular la píldora anticonceptiva es a partir de ese momento autorizada pero no financiada por la Seguridad Social. La legalización del método anticonceptivo oral había sido abordada y preparada por las declaraciones de François Mitterrand con motivo de la campaña de elecciones presidenciales de 1965].
Los debates parlamentarios son densos con respeto a este propósito pero siempre disciplinados. El debate se concentra sobre todo en la cuestión de los límites de la libertad de prescripción. Dos argumentos se enfrentan: la libertad de prescripción debe ser libre y absoluta y la idea de que esa la disponibilidad debe limitarse. Quienes mantienen este último argumento lo hicieron utilizando como argumento las limitaciones existentes para la práctica de aborto terapéutico (aborto quirúrgico y aborto con medicamentos) para los cuales era necesaria la opinión favorable de tres médicos.

### Subvención de la píldora anticonceptiva
Habrá que esperar hasta el 5 de diciembre de 1974 para que la píldora anticonceptiva sea también subvencionada como método anticonceptivo. Hoy en día, en Francia, la regulación del uso de los métodos anticonceptivos está reglado por ley en los artículos L5134, R5134 y R2311-13 du Code de la Santé Publique.

## Exclusión de la práctica del aborto inducido
El aborto inducido no quedó regulado en la Ley Neuwirth y estaría totalmente prohibido y por lo tanto penalizado hasta la promulgación de la Ley Veil el 17 de enero de 1975.